# Tubería de madera de Pangal
La tubería de madera de Pangal es un acueducto de madera construido en la zona cordillerana de la comuna de Machalí, específicamente en el valle del río Pangal, a unos 12 kilómetros hacia el oriente de la localidad de Coya. Fue declarado monumento nacional en la categoría de Monumento Histórico en 2014.
Este ducto fue construido entre los años 1917 y 1919 por obreros chilenos, bajo la supervisión de ingenieros estadounidenses, formando parte de la central hidroeléctrica Pangal, perteneciente en la época a la Braden Copper Company, dueña también de la mina El Teniente. Este ducto fue confeccionado con tablas de pino secuoya y fijadas por anillos de acero. Actualmente está operativo en una extensión aproximada de solo la mitad del recorrido. Es visitado por turistas en la época de verano en la región del Libertador Bernardo O'Higgins.